# Idaea joannisiata ibericata
Idaea joannisiata ibericata é uma subespécie de insetos lepidópteros, mais especificamente de traças, pertencente à família Geometridae.
A autoridade científica da subespécie é Wehrli, tendo sido descrita no ano de 1927.
Trata-se de uma subespécie presente no território português.